# Seui
Seui (sardinsky: Seùi) je italská obec (comune) v provincii Sud Sardegna v regionu Sardinie. Nachází se ve výšce 820 metrů nad mořem a má přibližně 1 200 obyvatel. Rozloha obce je 148,21 km².